# Австралийские языки

Карта показывает, сколько процентов от населения Австралии говорит на австралийских языках в тех или иных областях страны

Австралийские языки — языки, на которых говорят аборигены Австралии и близлежащих островов. Языки острова Тасмания по традиции рассматриваются отдельно; точно не известно, родственны ли они австралийским. Австралийские языки составляют множество языковых семей и изолятов (возможно, количество семей и отдельных изолятов достигает 13); родственной связи между австралийскими языками разных семей не выявлено.
На 2006 год насчитывалось 55 695 человек, говоривших на австралийских языках; в основном это лица старшего поколения. Наиболее крупный по количеству носителей язык — язык Западной пустыни (более 7000 говорящих), делящийся на множество диалектов. Крупнейшая языковая семья — пама-ньюнгская семья, занимающая 7/8 континента. Отличительными звуковыми чертами большинства австралийских языков является отсутствие смыслоразличительного противопоставления согласных звуков по глухости―звонкости (так, в начале слова взрывной согласный может быть глухим, а между двумя гласными становиться звонким) и отсутствие фрикативных согласных (даже [s]).
Точное количество австралийских языков в настоящее время до сих пор не установлено, однако есть мнения, что их количество может составлять от 250 до 363 языков. Из них всех до сих пор используется около сотни.
Всё множество языковых групп австралийских аборигенов условно можно разделить на:
1. пама-ньюнгские языки (около 306 языков[6]);
2. не-пама-ньюнгские языки.

Первая группа составляет отдельную языковую пама-ньюнгскую семью, охватывающую почти весь континент; все остальные языковые семьи австралийских аборигенов занимают лишь 1/8 территории (преимущественно на северо-западе Австралии). После начала европейской колонизации континента наиболее пригодные для сельского хозяйства и промышленности территории были захвачены европейцами, особенно в прибрежных областях на юго-востоке и юго-западе Австралии, поэтому область распространения языков австралийских аборигенов отодвинулась в центр континента, в области пустынь и гор.
Многие австралийские языки имеют свои алфавиты на основе латиницы. Почти все они в настоящее время вытесняются английским и находятся под угрозой исчезновения.

## История классификации
Первая попытка классификации всех австралийских языков была предпринята венским филологом Вильгельмом Шмидтом в начале XX века. Её итоги начали издаваться в журнале Anthropos начиная с 1912 года, а позднее вышли в виде монографии. Основываясь на всестороннем обобщении имеющегося весьма скудного материала, он пытался классифицировать все австралийские языки.
Следующей попыткой была типологическая классификация Артура Капелла, итоги которой были показаны в нескольких работах автора (1937; 1956; 1962). Он разделил все австралийские языки на суффигирующие и префигирующие, а также пытался доказать их родство. В ранних работах он писал, что существовал «общеавстралийский язык» (Common Australian), который отличался от гипотетического «исходного австралийского» (Original Australian). Впрочем, позднее Капелл разубедился в генетическом единстве всех австралийских языков. Он пишет о нескольких ранних австралийских языках (Early Australian’ languages), которые, вероятнее всего, не были родственны друг другу, и о более позднем распространении «общего австралийского» языка, который, по его мнению, является языком-предком для многих, но не всех австралийских языков. Он пишет о том, что существовал не один прото-австралийский язык, а ряд ранних австралийских языков.
Следующая значимая классификация стала результатом исследования, проведённого в 1959—1961 годах К. Хэйлом, Дж. О’Грэди и С. Вурмом и их совместной работы в середине 1960-х годов вместе с Карлом и Флоренс Вогелин. Её результаты, основанные прежде всего на данных лексикостатистики, были опубликованы в 1966 году в журнале «Anthropological Linguistics». Главным выводом было постулирование единой макросемьи, включающей все австралийские языки, кроме тасманийских, папуасского языка мириам (острова Торресова пролива), языков парпарам (Квинсленд) и аниуан (северо-восток Нового Южного Уэльса). Согласно этой работе, 228 отдельных языков объединяются в 29 семей, 28 из которых расположены на севере континента. 29-ю семью К. Хэйл назвал «пама-ньюнга» (в соответствии с обозначениями человека человек, взятыми из языков, находящихся на противоположных концах распространения этой семьи). Эта работа является основой современной классификации австралийских языков, хотя отдельные её части впоследствии пересматривались и дорабатывались.
В работах австралийского лингвиста Роберта Диксона отвергается возможность применения лексико-статистического метода при построении классификации австралийских языков. Он считает, что в них базовая лексика подлежит заимствованиям в такой же степени, как и остальная. Более того, он ставит под сомнение использование традиционного сравнительно-исторического метода при реконструкции пра-австралийского языка и предлагает несколько иные разновидности классификации австралийских языков низшего уровня. Впрочем, выводы Диксона не являются общепринятыми.

## Классификация
| Пама-ньюнгские языки Пунупские языки Ворорские языки Каравские языки Киимпиюские языки Кунвинькуанские языки Дейлийские языки Йиррамские языки Тярракские языки | Иватьянские языки Ларакия Лимилнганские языки Нюлнюлские языки Тиви Умбукарла-нгурмбурские языки Западно-барклийские языки |

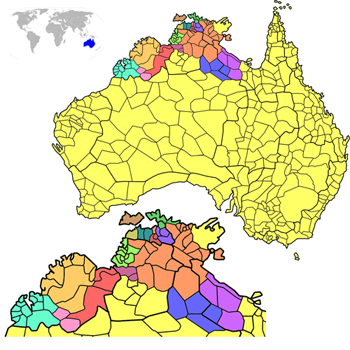
Языковые семьи австралийских аборигенов:

Ниже приводится классификация, основанная на последних работах Ника Иванса и его коллег, с указанием основных несоответствий с другими классификациями. Семьи и изоляты перечисляются по возможности по часовой стрелке с запада на восток.
- Нюлнюльская семья (Nyulnyulan) (8 языков в двух ветвях) [признаётся Диксоном под названием «Fitzroy River»]
- Ворорская (Wororan) (7-12 языков в трёх ветвях) [Диксон считает ареальной группировкой (North Kimberley areal group), состоящей из трёх независимых семей: Worrora, Ungarinjin и Wunambal]
- Пунупская (Bunuban) (2 языка в двух ветвях) [признаётся Диксоном под названием «South Kimberley»]
- Тярракская (Jarrakan/Djeragan) (3-5 языков в двух ветвях) [признаётся Диксоном под названием Kitja/Miriwung]
- Йиррамская (тяминтюнгская; Yirram; 2-4 языков) [Диксон включает в миндийскую семью как West Mindi]
- Дейлийская (Daly; 11-19 языков в пяти ветвях) [Диксон считает ареальной группировкой, состоящей из 5 независимых семей]
  - Тиви (Tiwi; общепризнанный изолят)
- Небольшие семьи и изолированные/неклассифицированные языки на севере полуострова Арнем-Ленд
  - Ларакия (Laragiya; изолят, ранее объединялся с вулна)
  - Лимилнганская (Limilngan; 2 языка: вулна и лимилнган)
  - Нгунпуть (Ngunbudj/ Gundudj; неклассифицированный, иногда включают в умбукарлскую семью)
  - Нгатук (Ngarduk; неклассифицированный)
  - Какутю (Gaagudju / Kakadu; изолят, возможно входит в арнемлендскую макросемью, ранее объединялся с кунвинькускими языками)
  - Умпукала (Umbugarla; изолят, возможно входит в арнемлендскую макросемью или умбукарлскую семью)
  - Нгурмпур (Ngurmbur; возможно входит в макро-пама-ньюнгскую макросемью)
  - Пукунитя (Bugunidja; неклассифицированный, иногда включают в умбукарлскую семью)
  - Кунтьейми (Kundjey’mi; неклассифицированный)
  - Киимпиюская (мангерская; Giimbiyu; 3 языка; возможно входит в арнемлендскую макросемью)
- Иватьянская (от 4 до 8 языков в 4 ветвях; возможно входит в арнемлендскую макросемью) [единство семьи ставится под сомнение Диксоном (у него North-West Arnhem Land), делящим её на 4 группы]
- Бураррская (Burarran; 4 языка; возможно входит в арнемлендскую макросемью, ранее объединялись с кунвинькускими языками) [признаётся Диксоном под названием «Maningrida»]
- Кунвинькуская (Gunwinyguan; 15-17 языков в 6 ветвях; возможно входит в макро-пама-ньюнгскую макросемью) [Диксон считает ареальной группировкой (Arnhem Land group), включающей много групп]
- Энинтильяква (Enindhilyagwa /Andilyaugwa; изолят; иногда включается в кунвинькускую семью)
- Западнобарклийская (3 языка; включается Диксоном в миндийскую семью как East Mindi)
- Каравская (Garawan; 1-2 языка; входит в пама-ньюнгско-танкийскую надсемью) [признаётся Диксоном]
- Танкийская (Tankic; 4 языка; входит в пама-ньюнгско-танкийскую надсемью) [признаётся Диксоном]
- Минкин — неклассифицированный язык, возможно относится к иватьянским или танкийским языкам.
- Собственно пама-ньюнгская семья (около 175 языков в 14 ветвях) [единство отвергается Диксоном]
  - Крупнейшими языковыми ветвями в пама-ньюнгской семье являются паманские языки и юго-западные языки Австралии — 43 и 52 отдельных языка соответственно.

Недавно предложенные надсемьи и макросемьи:
- Миндийская (Mirndi) — предложена Диксоном, включает йиррамские (West Mindi) и западнобарклийские языки (East Mindi)
- Арнемлендская макросемья  (Arnhem Land macrofamily) — предложена Н. Ивансом, включает бураррскую, иватьянскую, киимпиюскую семьи и изоляты какутю и умбукарла (не путать с «Arnhem Land group» Диксона, которая соответствует кунвинькуской и бураррской семьям и изолятам какутю и энинтильяква)
- Макро-пама-ньюнгская макросемья — также предложена Н. Ивансом, включает:
  - кунвинькуская семья
  - нгурмпур — под вопросом
  - пама-ньюнгско-танкийская надсемья:
    - танкийская семья
    - каравская семья
    - пама-ньюнгская семья

## Влияние на другие языки мира
Из аборигенных языков происходят названия ряда эндемичных животных: часть из них уже устоялась в мировых языках (кенгуру, валлаби, коала), а другие были введены в 1990-е гг. в рамках кампании по пропаганде аборигенного наследия (например, ракали для австралийской водяной крысы). Аборигенное происхождение также имеют ряд топонимов Австралии (Канберра), названия культовых и бытовых предметов аборигенного происхождения (диджериду, бумеранг).